# El pilot
El pilot (Plane en anglès) és un thriller d'acció nord-americana de 2023 dirigida per Jean-François Richet a partir d'un guió de Charles Cumming i J. P. Davis. La pel·lícula és protagonitzada per Gerard Butler, Mike Colter, Yoson An i Tony Goldwyn. La trama se centra en un pilot (Butler) que fa equip amb un presoner (Colter) per salvar els seus passatgers d'un territori hostil on han aterrat per a un aterratge d'emergència.
La pel·lícula va ser anunciada el 2016, adquirida per Lionsgate el 2019, venuda a Solstice Studios el 2020 i tornada a adquirir per Lionsgate el 2021. Es va rodar a Puerto Rico. El pilot es va estrenar als Estats Units el 13 de gener de 2023. Va rebre crítiques generalment favorables de la crítica i va recaptar 74 milions de dòlars a tot el món. Ha estat doblada i subtitulada al català.

## Sinopsi
A la nit de cap d'any, el pilot expert Brodie Torrance (Gerard Butler) realitza un arriscat aterratge quan el seu avió, ple de passatgers, és impactat per un llamp. Perduts enmig d'una illa devastada per la guerra, Torrance s'adonarà que sobreviure al vol només ha estat el principi d'una aventura trepidant plena de perills. El pilot haurà d'usar tot el seu enginy per portar els passatgers a les seues destinacions sans i estalvis.